# Centena de Viske

Localización de la centena de Viske en Halland

La centena de Viske (en sueco: Viske härad) fue una centena  en la provincia histórica Halland, Suecia. La centena estaba compuesta por las parroquias de Stråvalla, Sällstorp, Veddige,  Värö y Ås; todo actualmente en el municipio de Varberg.

Escudo de la centena